# Forte de São Cristóvão
O Forte de São Cristóvão localizava-se na margem direita da foz do rio Irapiranga (atual rio Sergipe), no litoral do estado de Sergipe, no Brasil.

## História
SOUZA (1885) refere que nenhuma obra de defesa existia na Província de Sergipe à época (1885), nem mesmo as ruínas de um forte erguido ao Norte do rio Real em 1589, a fim de defender a cidade de São Cristóvão, assim denominada em homenagem a D. Cristóvão de Moura, vice-Rei de Portugal durante a Dinastia Filipina (1580-1640) sob o reinado de D. Filipe I (1580-1598) (op. cit., p. 90; GARRIDO, 1940:83).
O Governador e Capitão-general do Estado do Brasil (interino) Cristóvão Cardoso de Barros (1587-1591) organizou, em fins de 1589, uma expedição para a colonização do Serygipe, coibindo a presença francesa aliada aos indígenas naquele litoral (BARRETTO, 1958:164). Desse modo, em janeiro de 1590, derrotou às margens do rio Irapiranga (atual rio Sergipe) as forças dos Caetés sob o comando do cacique Boipeba, capturando cerca de quatro mil indígenas. Fundou em seguida, à margem direita do rio, a povoação de São Cristóvão, iniciando, para a sua defesa, um forte sob a invocação do mesmo santo (Forte de São Cristóvão). Simples paliçada em faxina e terra, BARRETTO (1958) dá-a como artilhada na ocasião com seis peças (op. cit., p. 164) de pequeno calibre.
Por razões de segurança a povoação foi transferida pouco depois para um ponto elevado entre o rio Poxim e o litoral, e finalmente, em 1607, para o seu local atual, quatro léguas adentro da enseada do rio Vaza-Barris. Cristóvão de Barros determinou a construção de um presídio e de um armazém bélico, que deixou a cargo do capitão Rodrigo Martins, antes de retornar para os seus domínios na Capitania da Bahia, ao Sul do rio Real.
O denominado Forte Velho encontra-se cartografado por João Teixeira Albernaz, o velho (mapa "Sergipe d'El Rey", 1612. Livro que dá Razão do Estado do Brazil, c. 1616. Biblioteca Pública Municipal do Porto). Diogo de Campos Moreno assim descreveu a defesa da Capitania:
"Tem o rio Sergipe uma povoação de casas de taipa cobertas de palha, pequena, à qual chamam a cidade de São Cristóvão; primeiro foi fundada no ponto A, que se vê na carta desta Capitania à fol. …, (…). No ponto A já nomeado, estão as ruínas de um forte que fez Cristóvão de Barros para a guarda da barra, (…)." (op. cit., p. 161-162)
"No alarde que se fez à gente desta Capitania, no ano de [1]611, apareceram cento e cinquenta homens, os mais deles com suas escopetas, os outros com arcabuzes; entram em duas Companhias com seus oficiais, ainda ao rústico por lhes faltarem tambores e bandeiras; tem a cargo o almoxarife seis peças de artilharia de bronze, falcões de dado de seis e sete quintais, e uma peça de colher de bronze, de quinze quintais, que joga quatro libras; toda esta artilharia está sem serviço e sem reparos, e foi a que trouxe Cristóvão de Barros quando veio à conquista, e lhe ficaram as ditas peças no forte da barra já dito, no ponto A; os falcões servem para a fundição [da Capitania] de Pernambuco, porque não têm serviço." (op. cit., p. 165)
No contexto da segunda das Invasões holandesas do Brasil (1630-1654), a Capitania do "Serygipe del Rey" foi invadida e saqueada por tropas neerlandesas, sob o comando de Maurício de Nassau (1604-1679), que atravessaram o rio São Francisco em perseguição das tropas de Giovanni di San Felice, conde de Bagnoli, em novembro de 1637. A cidade de São Cristóvão foi saqueada e incendiada pelas tropas de Sigismund van Schkoppe (BARLÉU, 1974:65), tendo sido arrebanhadas milhares de cabeças de gado para o abastecimento dos invasores. Como as fontes neerlandesas não mencionam esta fortificação, é lícito crer-se que a mesma, à época, não mais existisse, ou não tivesse oferecido resistência significativa.
Quando da Restauração da Independência Portuguesa (1640), Nassau:
"(…) determinou dilatar o território da Companhia [das Índias Ocidentais], anexando-lhe primeiramente o Sergipe del Rei, região antes deserta e do primeiro ocupante. Com esse fim, partiu para ali com tropas André, governador do forte Maurício no Rio de São Francisco. Tendo munido prévia e providamente a sua fortaleza, invadiu aquela capitania, cingiu com trincheira uma igreja ali existente, construiu um arsenal e fortificou a vilazinha contra os assaltos do inimigo.
A causa desta expedição foi porque, situada essa região entre a capitania da Bahia e as terras do domínio holandês, era vantajosa para a defesa das nossas fronteiras, abundava de gado e dava mais de uma esperança de minas." (BARLÉU, 1974:211)
A capitania foi reconquistada por forças portuguesas em 22 de setembro de 1645.